# Chalcochiton aureus
Chalcochiton aureus är en tvåvingeart som först beskrevs av Fabricius 1794.  Chalcochiton aureus ingår i släktet Chalcochiton och familjen svävflugor. Inga underarter finns listade i Catalogue of Life.